# داوطلب نظامی
داوطلب نظامی (انگلیسی: Military volunteer) فردی است که با اراده آزاد در خدمت نظامی و سربازی ثبت نام می‌کند و سرباز وظیفه، مزدور یا لژیونر خارجی نیست. داوطلبان گاهی اوقات برای جنگیدن در نیروهای مسلح یک کشور خارجی ثبت نام می‌کنند، به عنوان مثال در طول جنگ داخلی اسپانیا. داوطلبان نظامی برای عملکرد ارتش‌های داوطلب ضروری هستند. بسیاری از ارتش‌ها، از جمله نیروی زمینی ایالات متحده آمریکا، قبلاً بین «داوطلبان مهم» که در طول جنگ ثبت نام می‌کردند و «ارتش منظم» که به صورت طولانی مدت خدمت می‌کردند، تمایز قائل می‌شدند.